# Rhododendron hunanense
Rhododendron hunanense är en ljungväxtart som beskrevs av Woon Young Chun och Pui Cheung Tam. Rhododendron hunanense ingår i släktet rododendron, och familjen ljungväxter. Inga underarter finns listade i Catalogue of Life.